# Toronto Professional Hockey Club
Toronto Professional Hockey Club, též znám pod názvem Toronto Argonauts, byl profesionální kanadský klub ledního hokeje, který sídlil v Torontu v provincii Ontario. V letech 1908–1909 působil v profesionální soutěži Ontario Professional Hockey League. Své domácí zápasy odehrával v hale Mutual Street Rink.
V roce 1908 se Toronto zúčastnilo exhibičního zápasu o Stanley Cup, ve kterém podlehlo Montrealu Wanderers.

## Umístění v jednotlivých sezonách
Stručný přehled
Zdroj: 
- 1908–1909: Ontario Professional Hockey League

Jednotlivé ročníky
Zdroj: 
Legenda: Z - zápasy, V - výhry, VP - výhry v prodloužení, R - remízy, P - porážky, PP - porážky v prodloužení, VG - vstřelené góly, OG - obdržené góly, +/- - rozdíl skóre, B - body, KPW - Konference Prince z Walesu, CK - Campbellova konference, ZK - Západní konference, VK - Východní konference, fialové podbarvení - reorganizace, změna skupiny či soutěže
| Kanada (1908 – 1909) |      |        |    |    |    |   |    |    |     |     |     |    |        |          |
| Sezóny               | Liga | Úroveň | Z  | V  | VP | R | PP | P  | VG  | OG  | +/- | B  | Pozice | Play-off |
| 1908                 | OPHL | –      | 12 | 10 | –  | 0 | –  | 2  | 88  | 55  | +33 | 20 | 1.     | –        |
| 1909                 | OPHL | –      | 15 | 5  | –  | 0 | –  | 10 | 105 | 111 | -6  | 10 | 4.     | –        |